# Cristiano Rodeghiero
Cristiano Rodeghiero (Asiago, 22 aprile 1915 – Asiago, 23 settembre 1999) è stato un fondista italiano.

## Biografia
Nato nel 1915 ad Asiago, in provincia di Vicenza, era fratello di Rizzieri Rodeghiero, fondista e combinatista nordico partecipante, come lui, alle Olimpiadi di Sankt Moritz 1948 e padre del giavellottista Vanni Rodeghiero.
A 32 anni partecipò ai Giochi olimpici di Sankt Moritz 1948, chiudendo 35º nella 18 km con il tempo di 1h24'34" e 13º nella 50 km in 4h24'12".
Ai campionati italiani vinse 9 medaglie nella 50 km (2 ori (1937 e 1939), 2 argenti (1941 e 1942) e 5 bronzi (1940, 1943, 1947, 1948 e 1950)) e 1 argento nella 18 km nel 1948.